# Черторижская, Татьяна Куприяновна
Татьяна Куприяновна Черторижская (9 августа 1919, село Амонь, Курская губерния — 1 ноября 2013, Киев) — советский и украинский языковед; доктор филологических наук (1984), профессор (1993).

## Биография
В 1945 году окончила Киевский университет. В 1948—1958 годы редактор в издательстве «Молодёжь».
С 1958 года работала в Институте языкознания АН УССР: младший научный сотрудник, в 1961—1987 годах — старший научный сотрудник, в 1987—1997 годах — ведущий научный сотрудник.

## Труды
Труды про иноязычные, особенно русскоязычные элементы в произведениях Тараса Шевченко, а также о языке русских его произведений.
Главный труд — «Взаимодействие русской и украинской лексики в русских произведениях Т. Г. Шевченко» (1981).

## Премии
- 1983 — Государственная премия СССР как одному из авторов и редакторов «Словаря украинского языка» в 11 томах (1970—1980).
- 6 декабря 1989 года — Государственная премия УССР в области науки и техники за лексикографическую труд «Словарь языка Шевченко» (в двух томах), опубликованный в 1964 году, и «Словарь языка русских произведений Шевченко» (в двух томах), опубликованный в 1985—1986 годах. В состав авторского коллектива, получившего премию, также входили Наталья Петровна Матвеева, Василий Семенович Ващенко, Людмила Макаровна Стоян, Неонила Петровна Романова, Лидия Алексеевна Роднина, Нина Григорьевна Озерова, Виктор Михайлович Брицин[3].